# Strychnos decussata
Strychnos decussata là một loài thực vật có hoa trong họ Mã tiền. Loài này được (Pappe) Gilg miêu tả khoa học đầu tiên năm 1899.